# Cleveland Museum of Art
Le Cleveland Museum of Art (musée d'art de Cleveland) est un musée d'art américain situé dans le quartier de University Circle à Cleveland, dans l'Ohio, aux États-Unis.

## Historique

La Capeline rouge par Claude Monet vers 1868-1873.

L'institution fondatrice est créée en 1913 par des industriels de la ville qui décident de doter Cleveland d'un musée d'Art. Il le font par apport du terrain et de dons en provenance de leurs collections personnelles. Le musée ouvre ses portes au public le 6 juin 1916. Sa renommée vient des collections précolombiennes, médiévales, asiatiques et européennes. Il possède une collection de 40 000 objets, une bibliothèque, un restaurant. L'entrée est gratuite pour le public. Le bâtiment du musée date de 1916 et est agrandi en 1958, en 1971 (plans de Marcel Breuer) et en 1983.

## Accès aux collections
En janvier 2019, le Cleveland Museum of Art a expliqué qu'il renonçait à ses droits sur « environ 30 000 des 61 328 objets de sa collection permanente, considérés comme appartenant au domaine public ». Le Musée a publié sous licence ouverte licence Creative Commons - Zero (CC0) environ 30 000 images (haute définition) d'œuvres d'art et de nombreuses données relatives à ses collections,. Ce matériel culturel est à la disposition de tous, en accès ouvert, dans une section spéciale du site internet du musée.
Magnus Manske, programmeur qui a contribué à fonder wikipédia a rapidement commencé à travailler à mettre au point un outil pour lier ces œuvres à Wikimedia Commons, Wikidata et Wikipédia.

## Collections
En 2019, la collection permanente du musée contient plus de 61 000 objets, dont :
- George Bellows, Rencontre de boxe chez Sharkey, 1909[8]
- Rosa Bonheur, Sangliers dans la neige, 1872-1877[9]
- Sandro Botticelli et son atelier, La Vierge et l'Enfant avec le petit saint Jean-Baptiste, vers 1490[10]
- Eugène Boudin, Le Quai de Deauville, 1891[11]
- William Bouguereau, Le Repos, 1879[12]
- Gustave Boulanger, Les Quatre Saisons, 1850[13]
- Le Caravage, Le Crucifiement de saint André, 1606-1607[14]
- Pierre Puvis de Chavannes, L'Été, 1891[15]
- Frederic Edwin Church, Crépuscule dans la nature sauvage, 1860[16]
- Thomas Cole, Vue de Florence depuis San Miniato, 1837[17]
- Camille Corot, Étang à Ville-d'Avray, 1865-1870[18]
- Jacques-Louis David, L'Amour et Psyché, 1817[19]
- Eugène Delacroix, Cavaliers grecs se reposant dans la forêt, 1858[20]
- Albrecht Dürer, Le Petit courrier, gravure sur cuivre, vers 1496
- Don Eddy, New Shoes for H, 1973-1974[21]
- Jean-Léon Gérôme, Lion aux aguets, vers 1885
- Le Greco, La Sainte Famille avec Marie-Madeleine, 1590-1595[22]
- Frans Hals, Portrait de Tieleman Roosterman, 1634[23]
- Childe Hassam, Fifth Avenue in Winter, 1919[24]
- Pieter de Hooch, Famille jouant de la musique, 1663[25]
- Johan Barthold Jongkind, La Seine à Bas-Meudon, 1865[26]
- Jacob Jordaens, La Trahison du Christ, fin des années 1650[27]
- Georges de La Tour, Les Larmes de saint Pierre, 1645[28]
- Édouard Manet, Bateaux à Berck-sur-Mer, 1873[29]
- Henri Matisse, Le Pare-brise, sur la route de Villacoublay, 1917
- Henri Matisse, Fête des fleurs, 1923
- Henri Matisse, Intérieur au vase étrusque, 1940
- Luis Meléndez, Nature morte au poisson, pain et bouilloire, vers 1772[30]
- Hans Memling, Vierge à l'enfant, vers 1470-1480[31]
- Amedeo Modigliani, Portrait d'une femme, 1917-1918[32]
- Piet Mondrian, Chrysanthème, entre 1906 et 1942[33]
- Claude Monet, La Capeline rouge, vers 1868-1873
- Claude Monet, Marée basse à Pourville, près de Dieppe, 1882[34]
- Berthe Morisot, L'Ombrelle verte, 1867[35]
- Jacob Ochtervelt, Musiciens dans un intérieur, vers 1668[36]
- Claes Oldenburg, Giant Toothpaste Tube, 1964[37]
- Jean-Baptiste Oudry, Nature morte au lapin et au gigot d'agneau, 1742[38]
- Filippo Parodi, Enfant Jésus endormi, vers 1675[39]
- Nicolas Poussin, La Sainte Famille sur les marches, 1648[40]
- Praxitèle, Apollon de Cleveland, vers 350 av. J.-C.[41]
- Odilon Redon, Vase de fleurs, vers 1905[42]
- Pierre-Auguste Renoir, Trois baigneuses au crabe, vers 1897[43]
- Henri Rousseau, dit le douanier Rousseau, Combat de tigre et de buffle, 1908[44]
- Pierre Paul Rubens, Portrait d'Isabella Brant, vers 1620-1625[45]
- Jacob van Ruisdael, Paysage avec une église près d'un torrent, vers 1670[46]
- Pierre Soulages, Peinture 161,9 x 130,2 cm, 14 avril 1958, 1958
- Jan Steen, Esther, Assuérus et Haman, vers 1668[47]
- Henri de Toulouse-Lautrec, Monsieur Boileau au café, 1893[48]
- J.M.W. Turner, L'Incendie de la Chambre des Lords et des Communes, 1835[49]
- Vincent van Gogh, Paysage avec brouette, 1883
- Gerrit van Honthorst, Samson et Dalila, v.  1616
- Diego Velázquez, Le Bouffon Calabacillas, 1626-1632
- Paul Véronèse, Portrait d'Agostino Barbarigo, vers 1571
- Claude Vignon, Les Miracles de Jésus-Christ: le Christ délivrant un possédé, XVIIe siècle[50]
- Claude Vignon, Le Martyre de Saint André, XVIIe siècle[51]
- Édouard Vuillard, Le café Wepler, 1908-1910[52]
- Benjamin West, Portrait d'Elizabeth Shewell West et de son fils Raphael, vers 1770[53]
- Emanuel de Witte, Intérieur d'une église, vers 1680[54]
- Francisco de Zurbarán, La Maison de Nazareth, vers 1640[55]

Depuis le 23 janvier 2019, environ 30 000 images de sa collection sont offertes sous licence libre Creative Commons Zero.

## Galerie

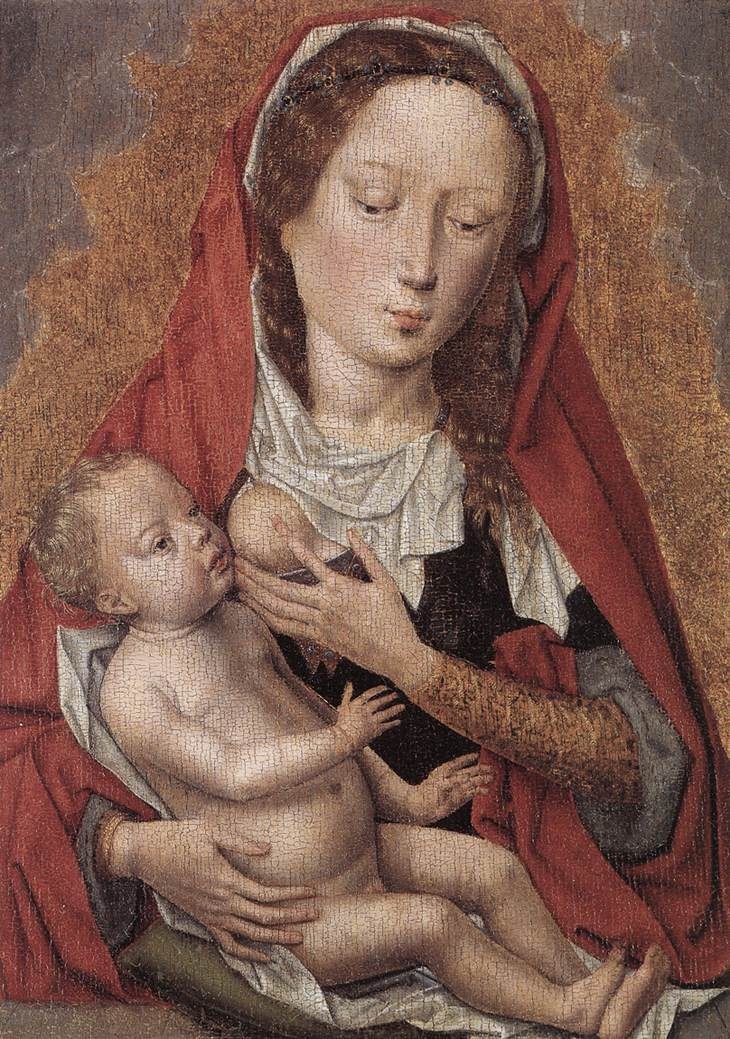
Hans Memling, Vierge à l'enfant (vers 1478)
Le Caravage, Le Crucifiement de saint André (1607)
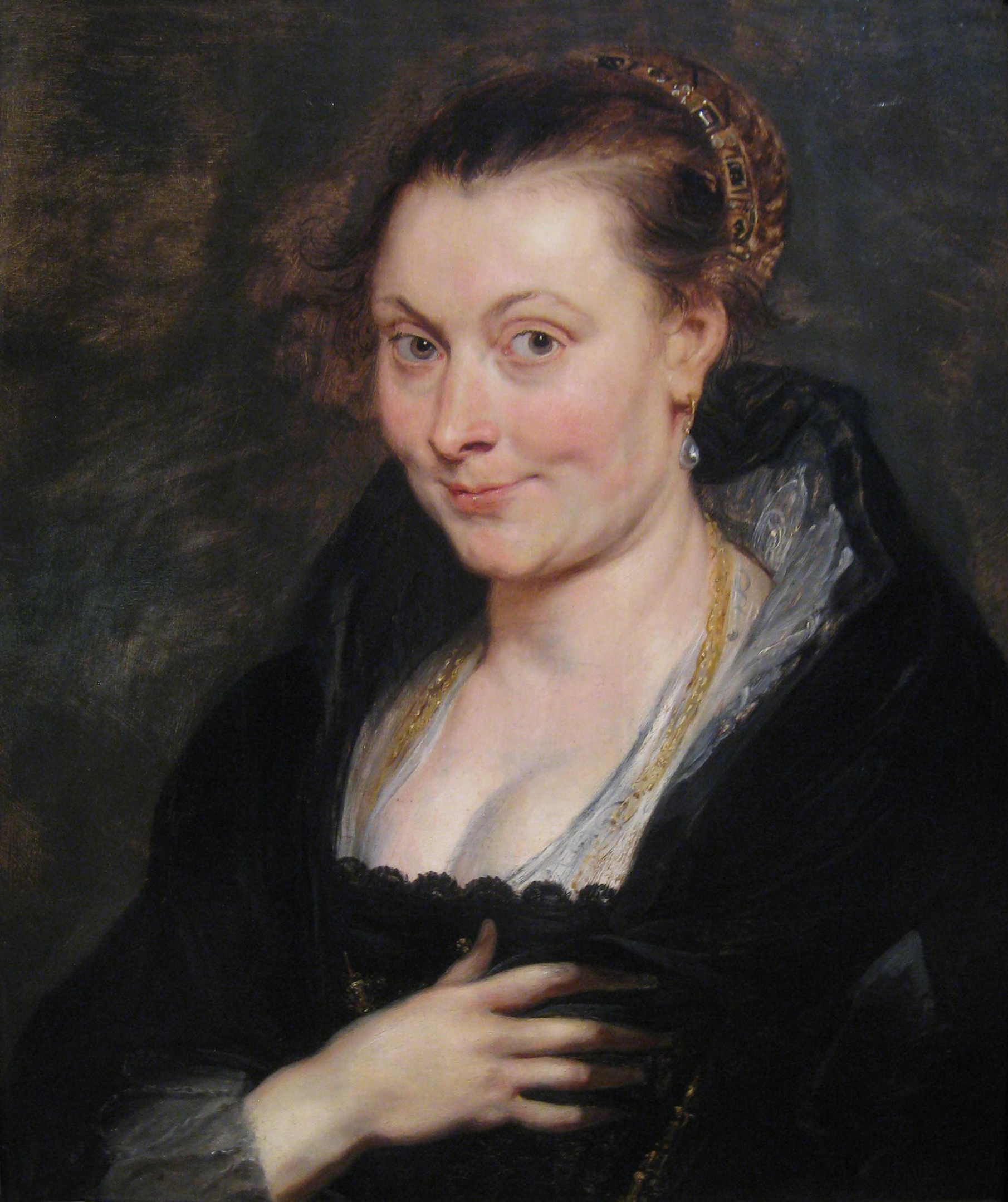
Pierre Paul Rubens, Portrait d'Isabella Brant (vers 1620-1625)
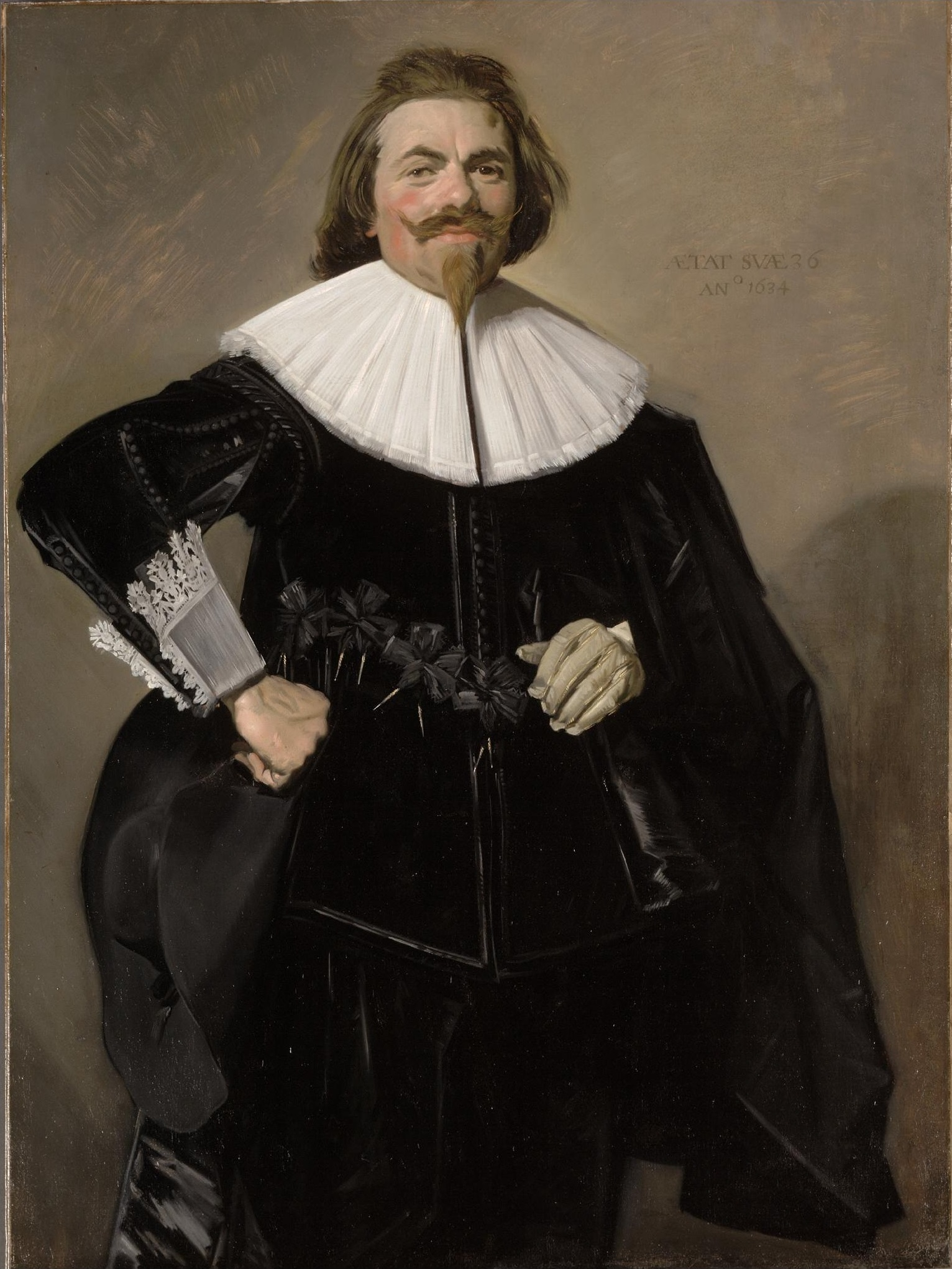
Frans Hals, Portrait de Tieleman Roosterman (1634)
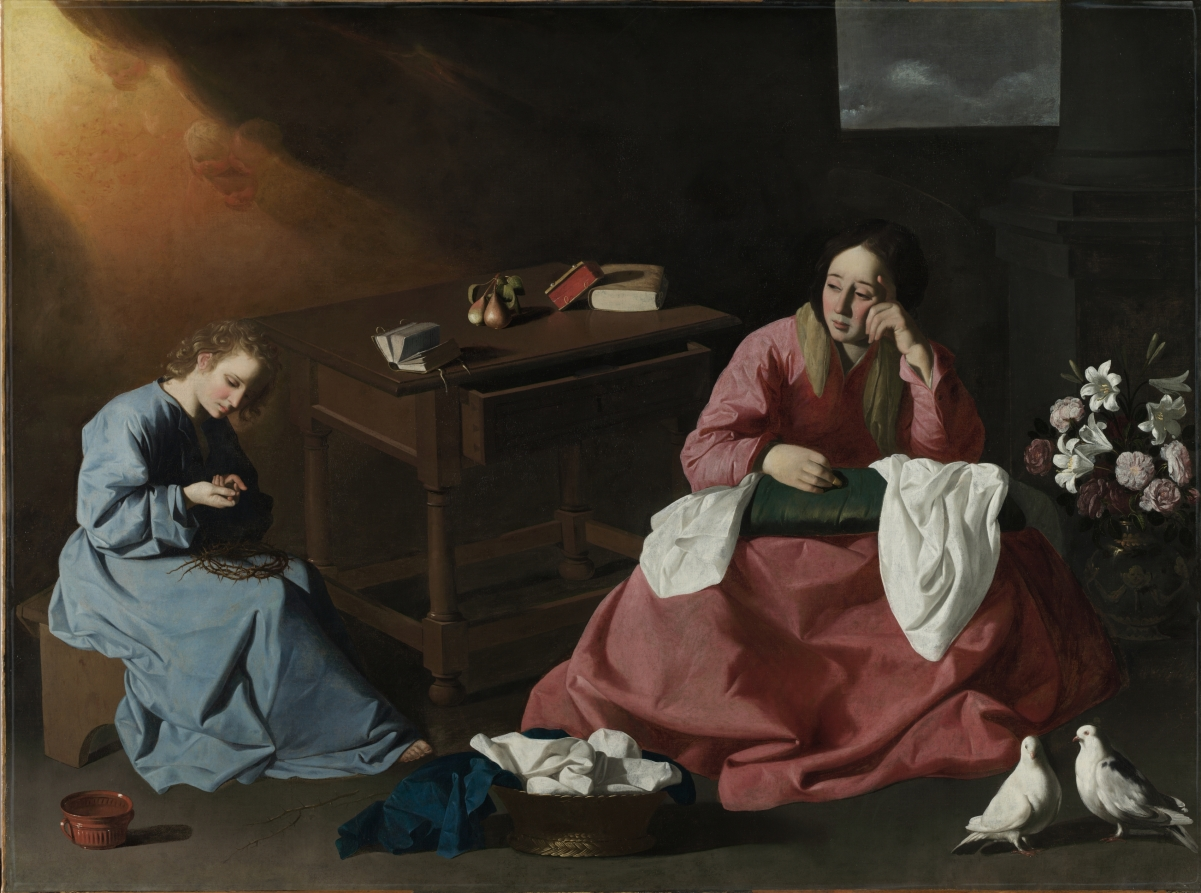
Francisco de Zurbarán, Le Christ et la Vierge au foyer à Nazareth (1631-1640)
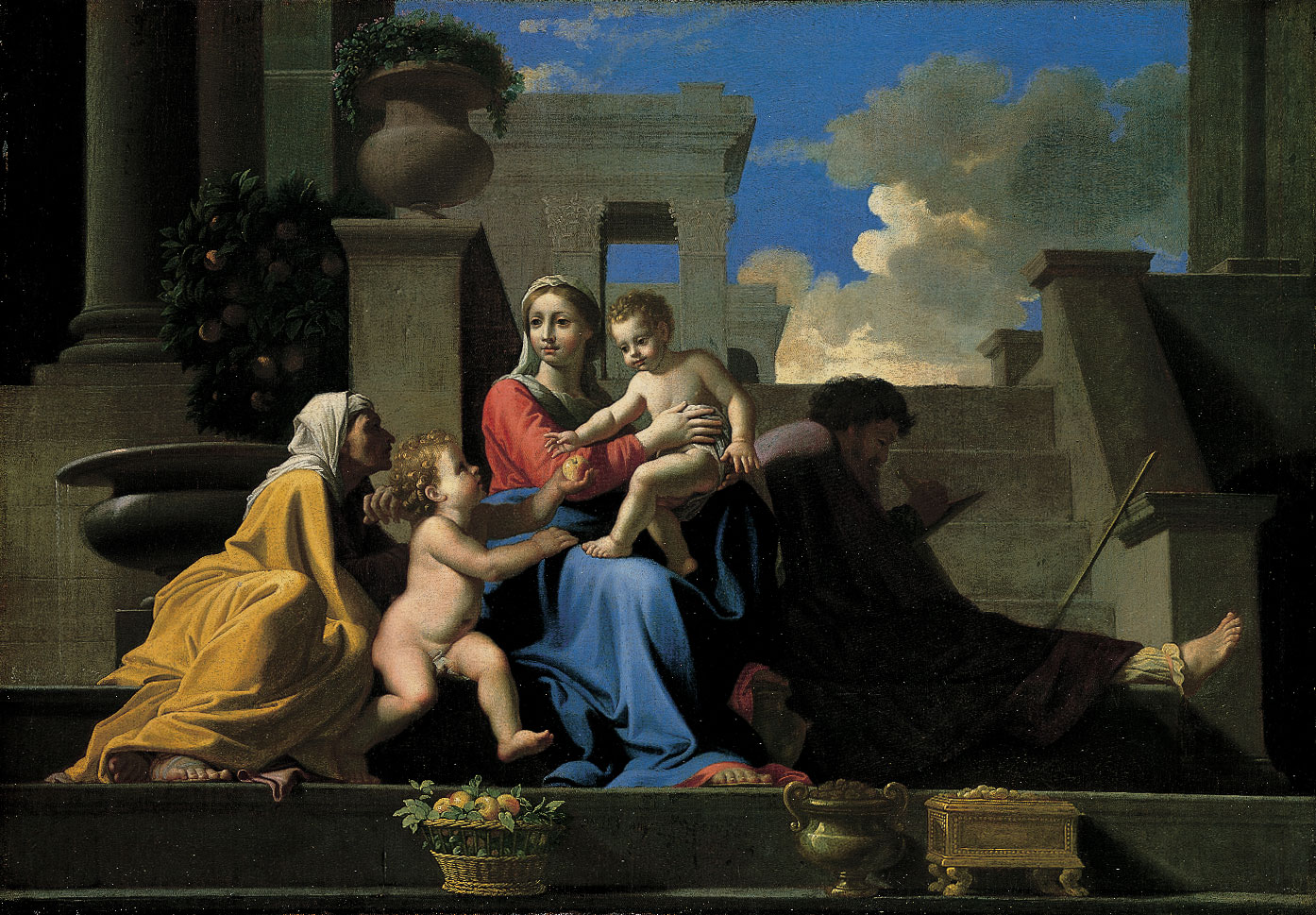
Nicolas Poussin, La Sainte Famille sur les marches (1648)
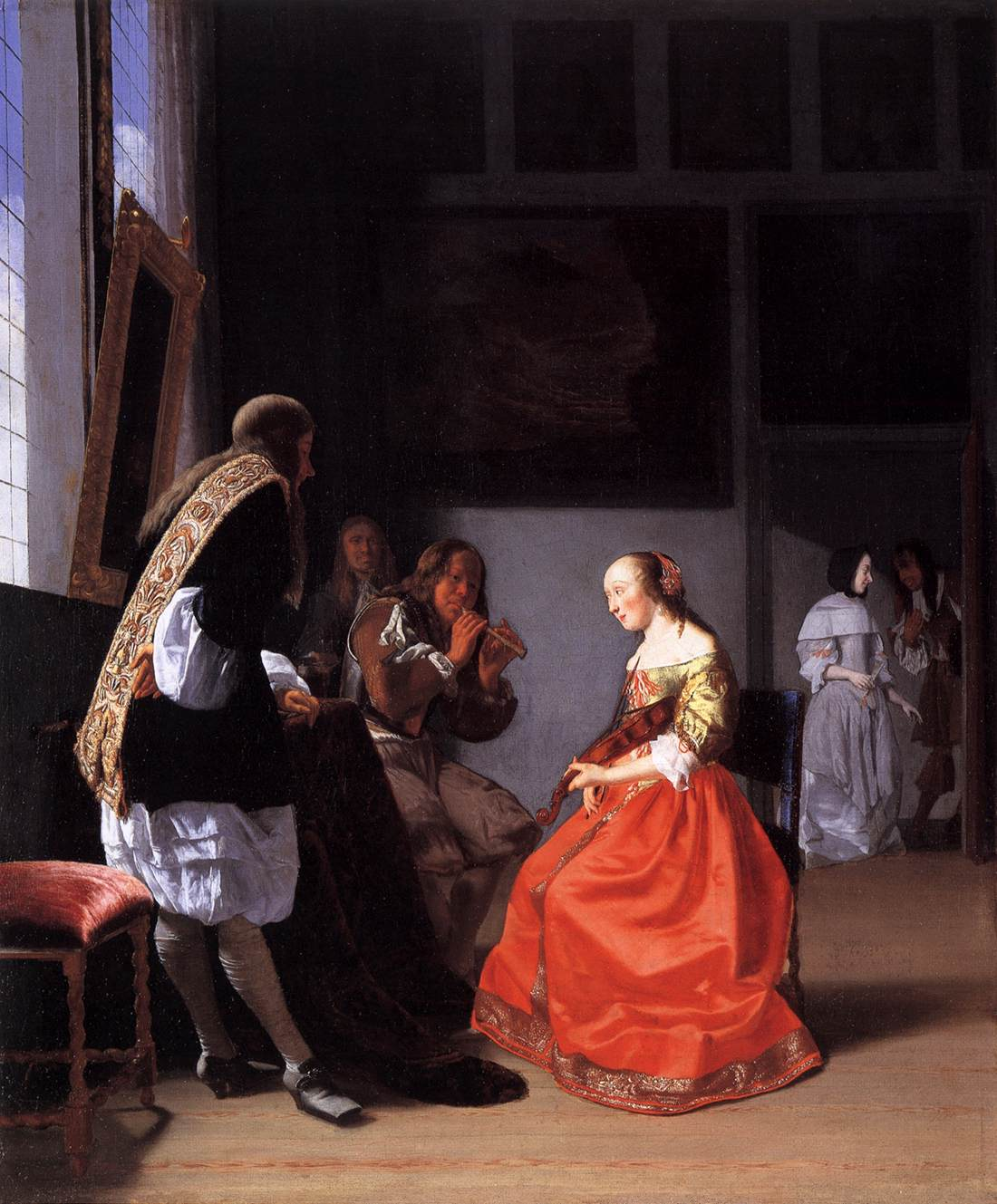
Jacob Ochtervelt, Musiciens dans un intérieur (vers 1670)
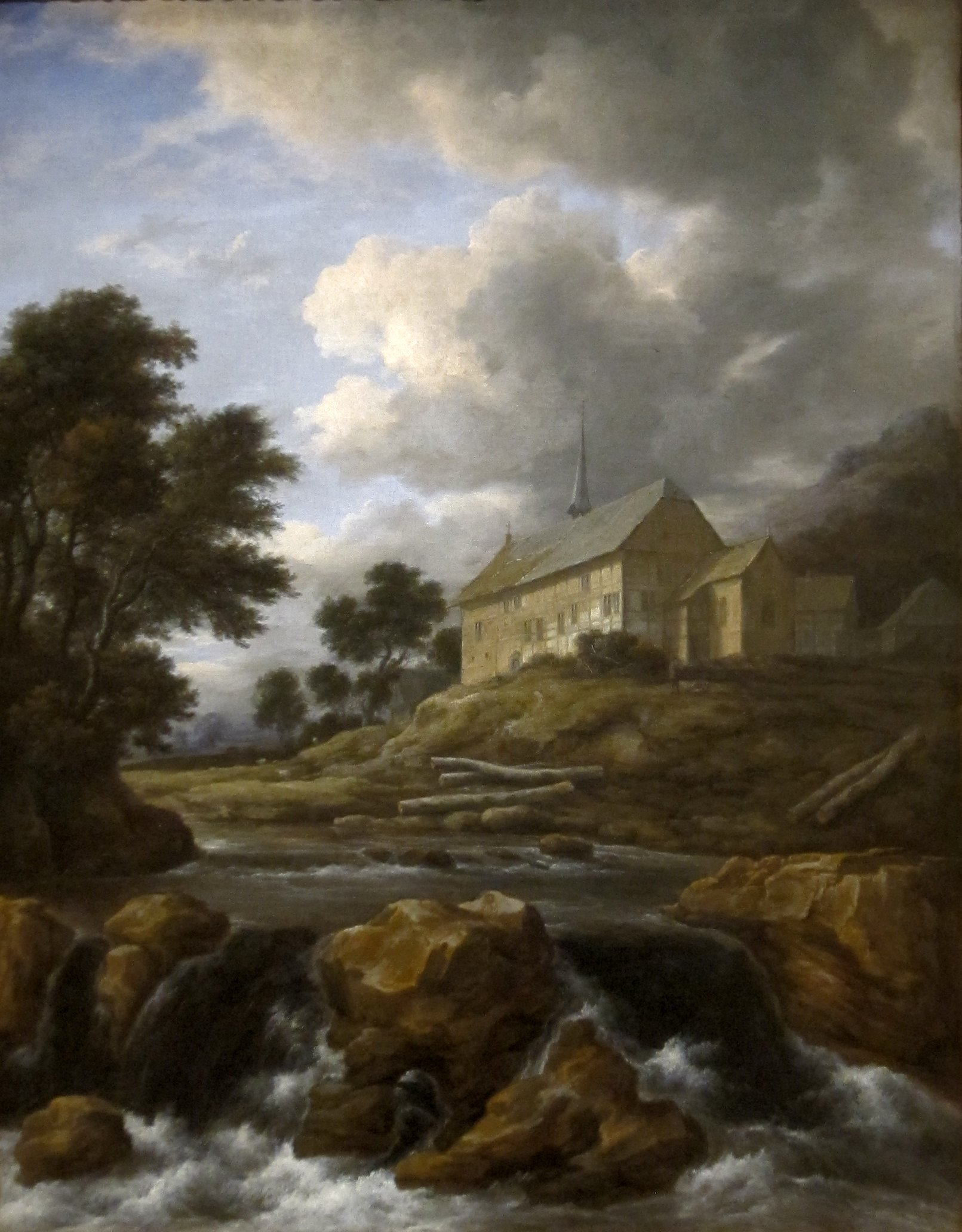
Jacob van Ruisdael, Paysage avec une église près d'un torrent (vers 1670)
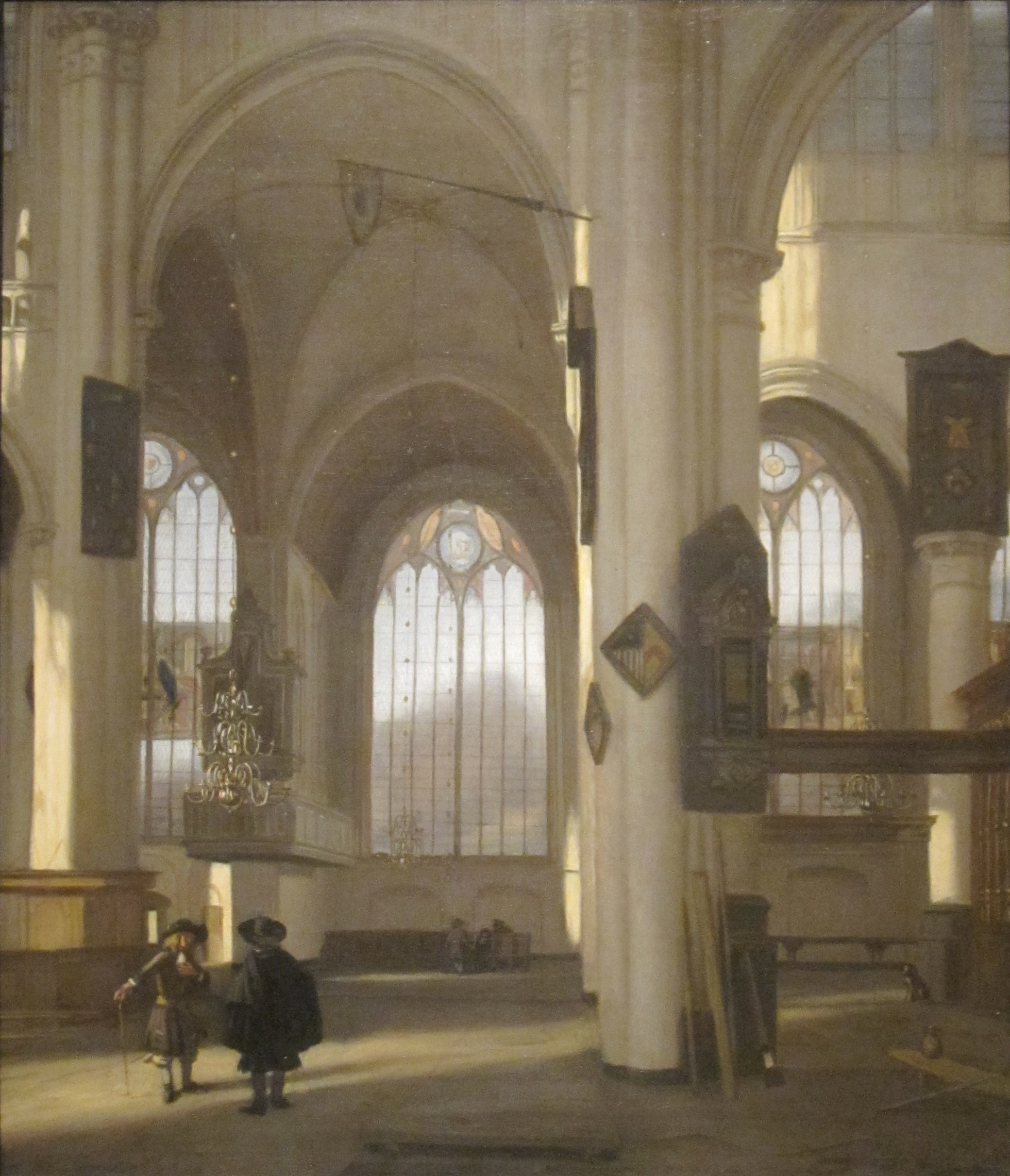
Emanuel de Witte, Intérieur d'une église (vers 1680)
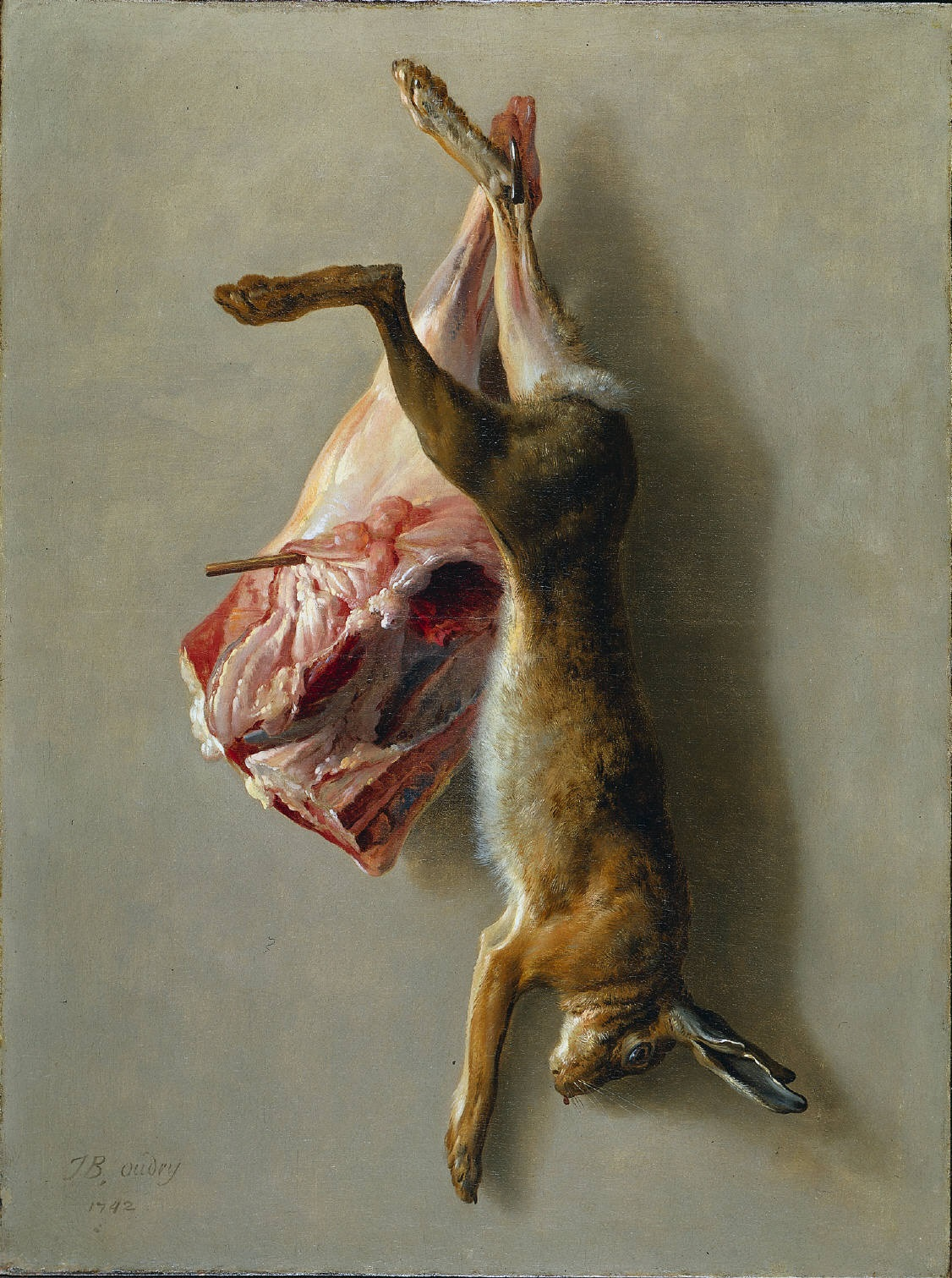
Jean-Baptiste Oudry, Nature morte au lapin et au gigot d'agneau (1742)
J.M.W. Turner, L'Incendie de la Chambre des Lords et des Communes (1835)
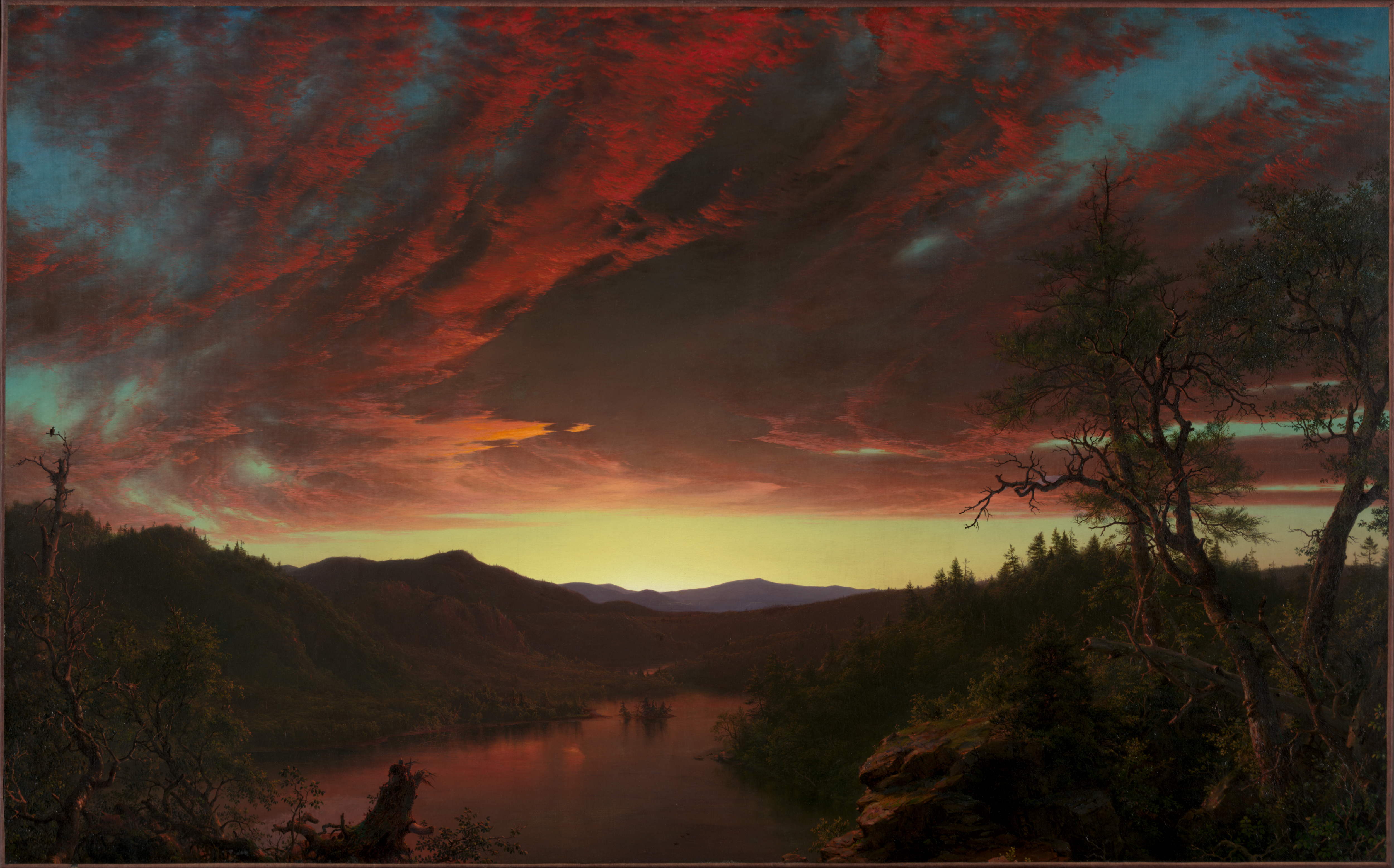
Frederic Edwin Church, Crépuscule dans la nature sauvage (1860)
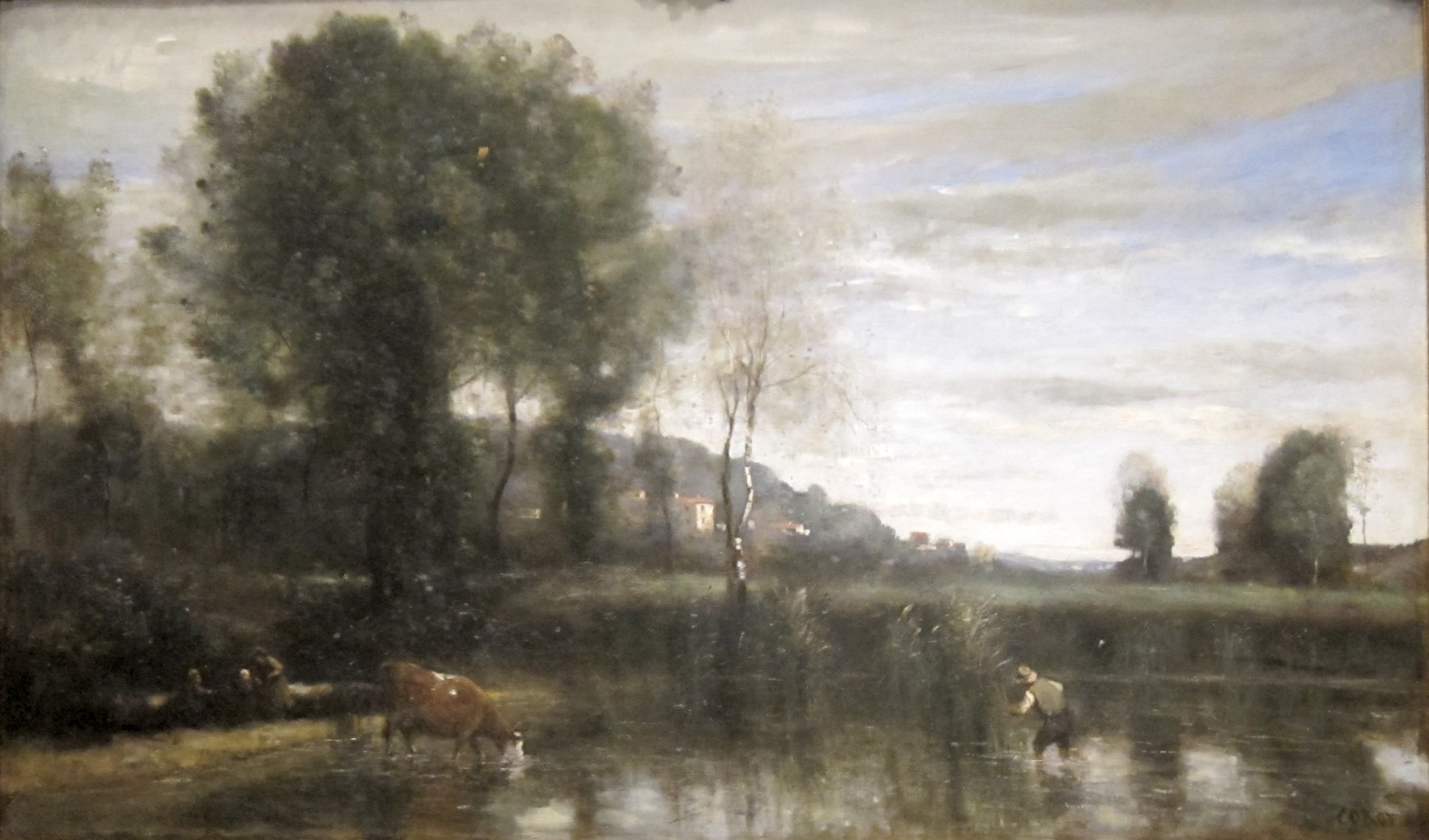
Camille Corot, Étang à Ville-d'Avray (1865-1870)
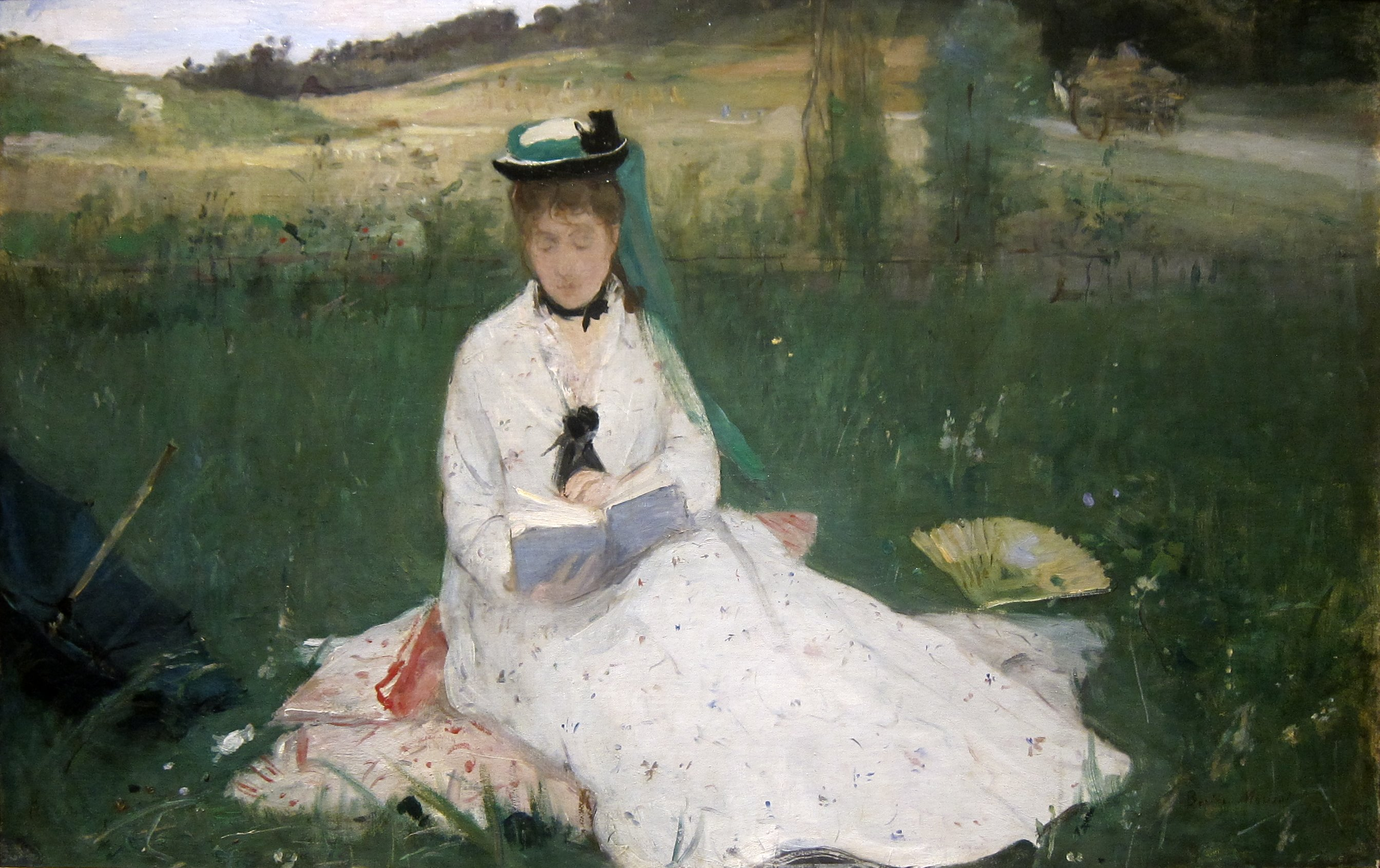
Berthe Morisot, L'Ombrelle verte (1867-1873)
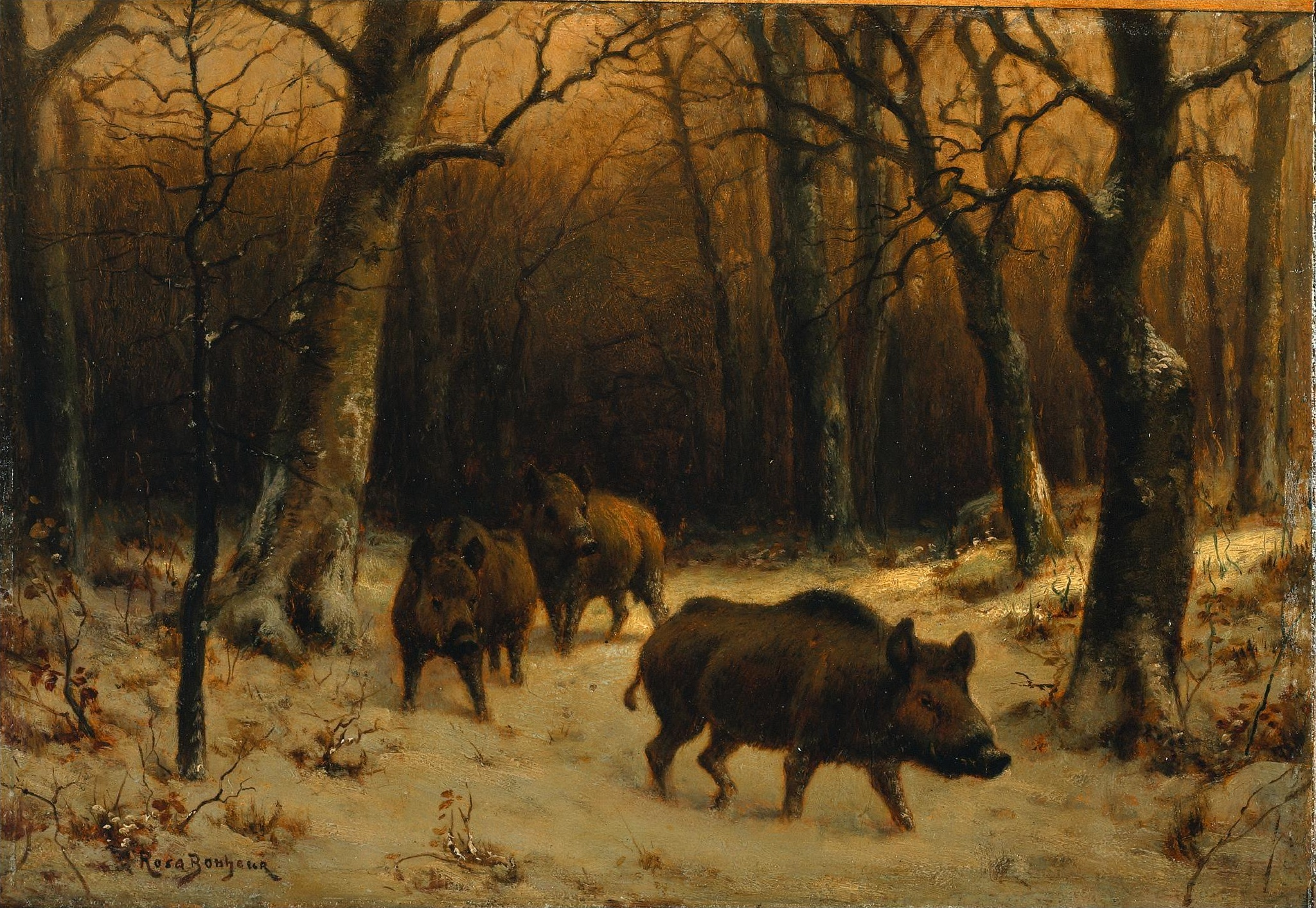
Rosa Bonheur, Sangliers dans la neige (vers 1870)
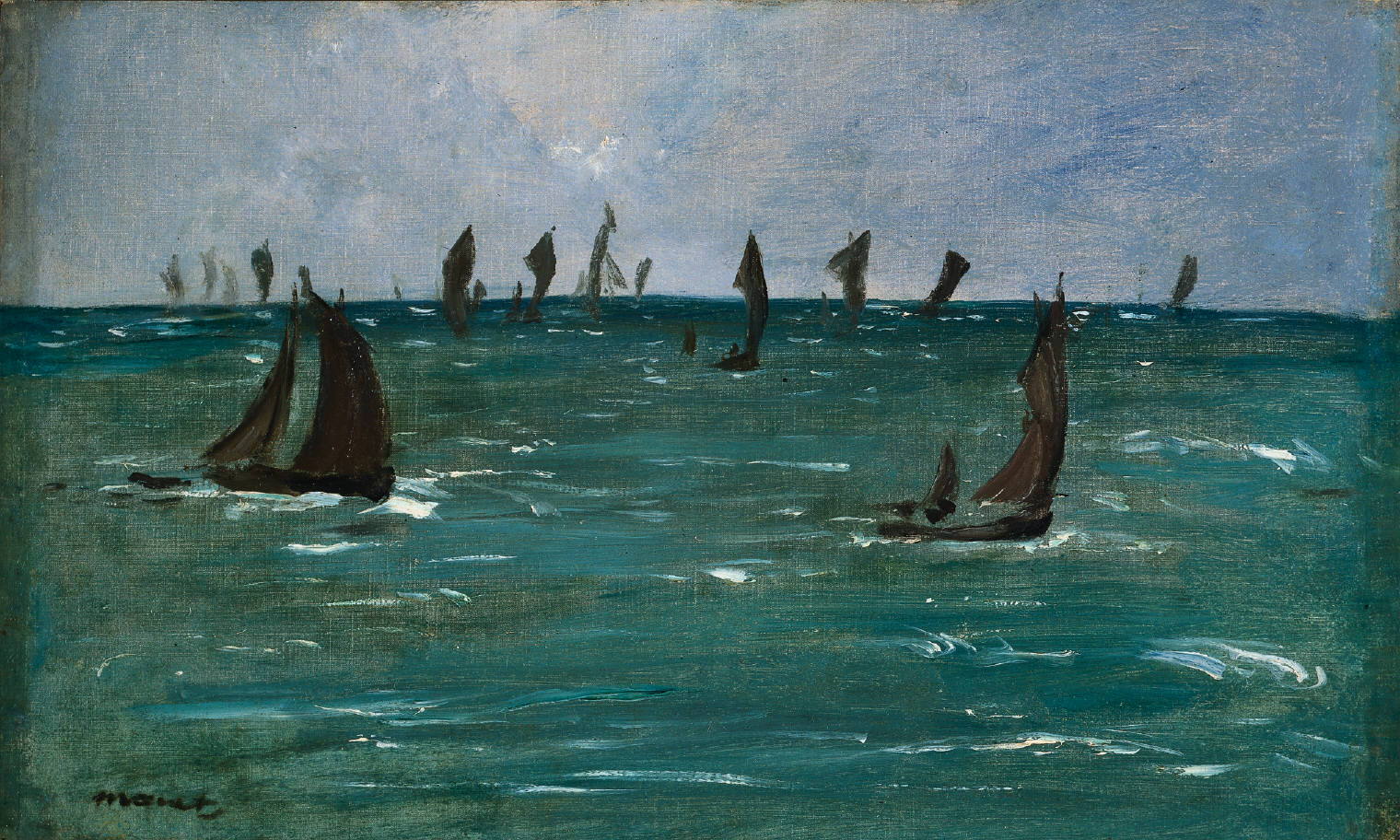
Édouard Manet, Bateaux à Berck-sur-Mer (1873)
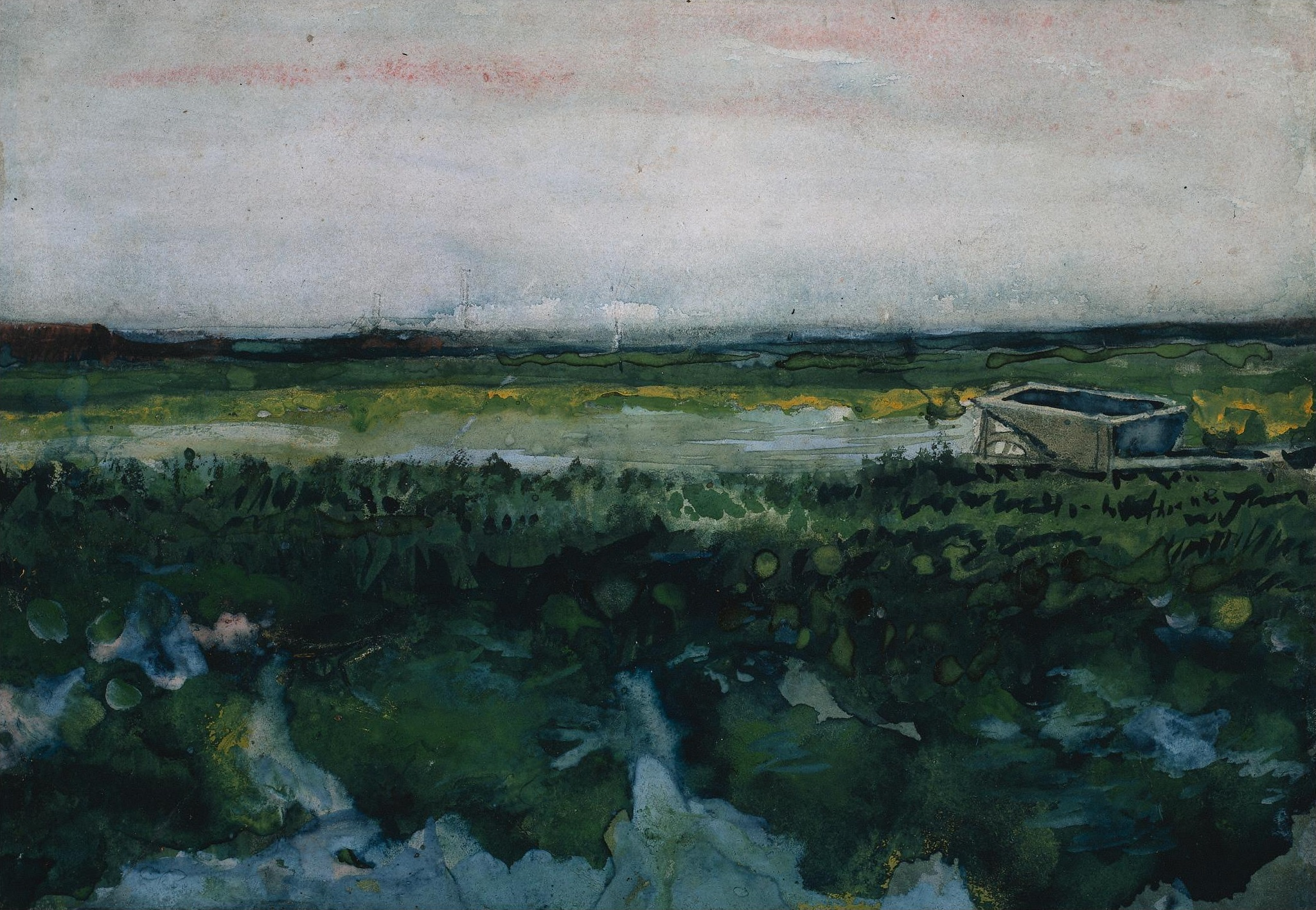
Vincent van Gogh, Paysage avec brouette (1883)
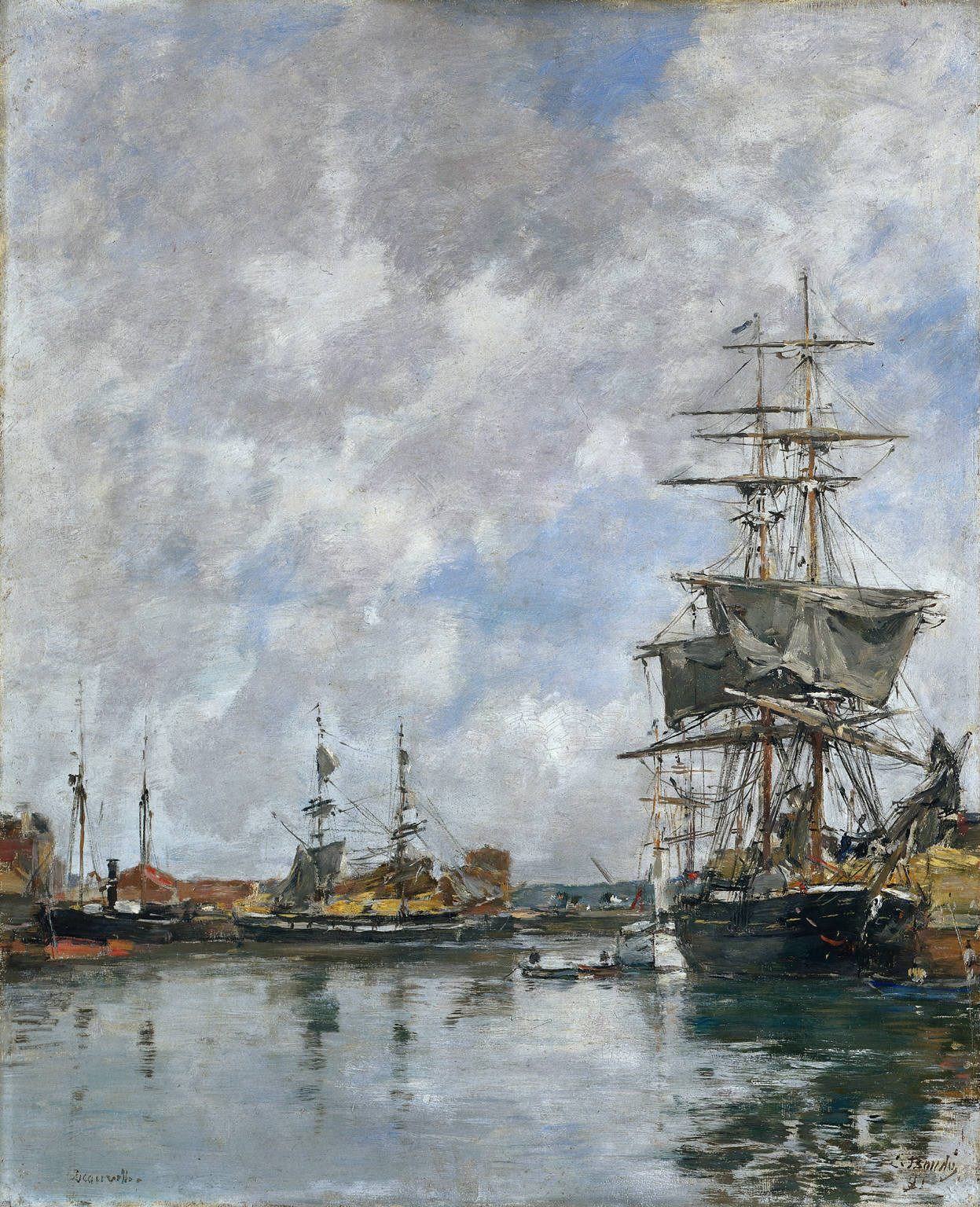
Eugène Boudin, Le Quai de Deauville (1891)
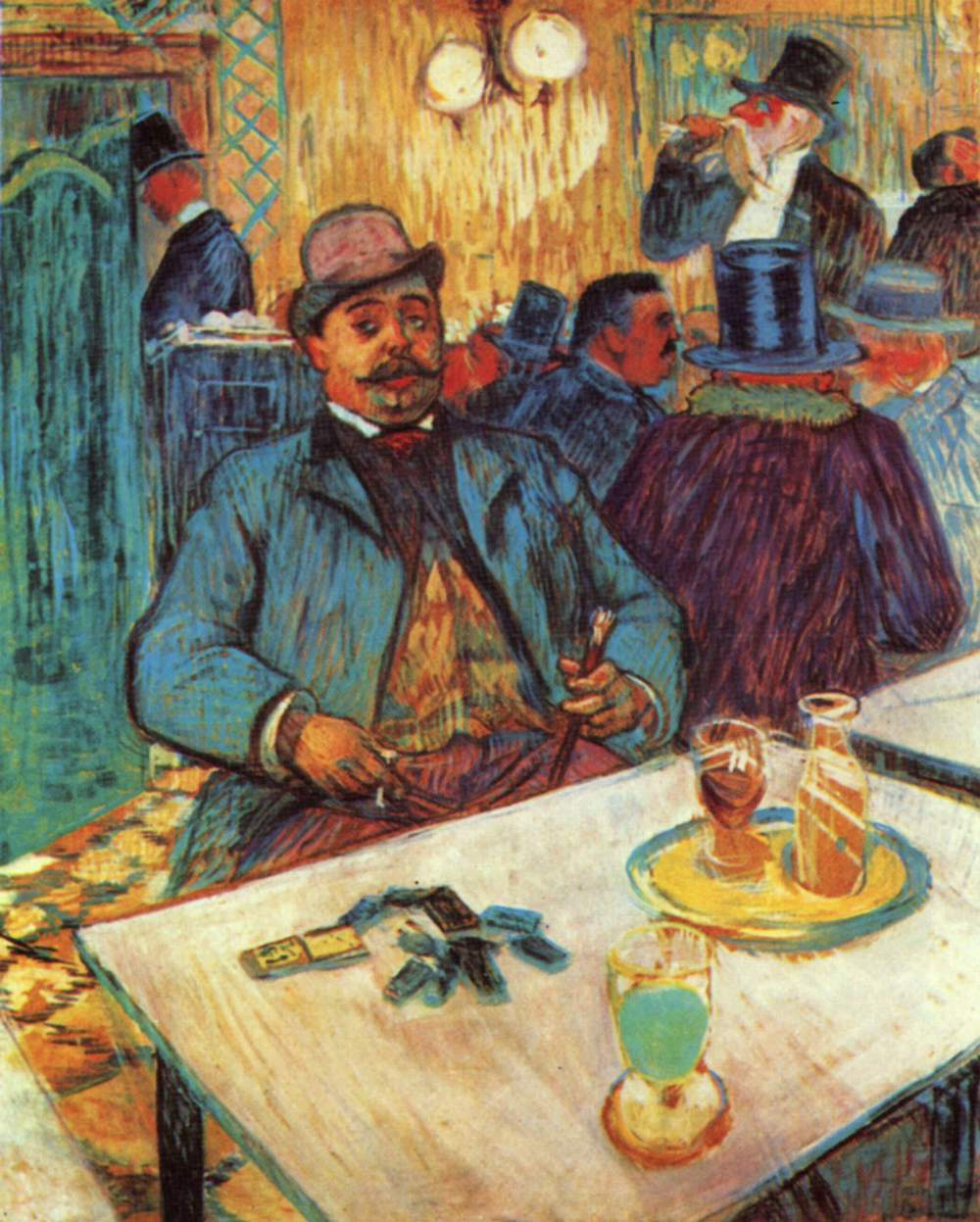
Henri de Toulouse-Lautrec, MonsieurBoileau (1893)
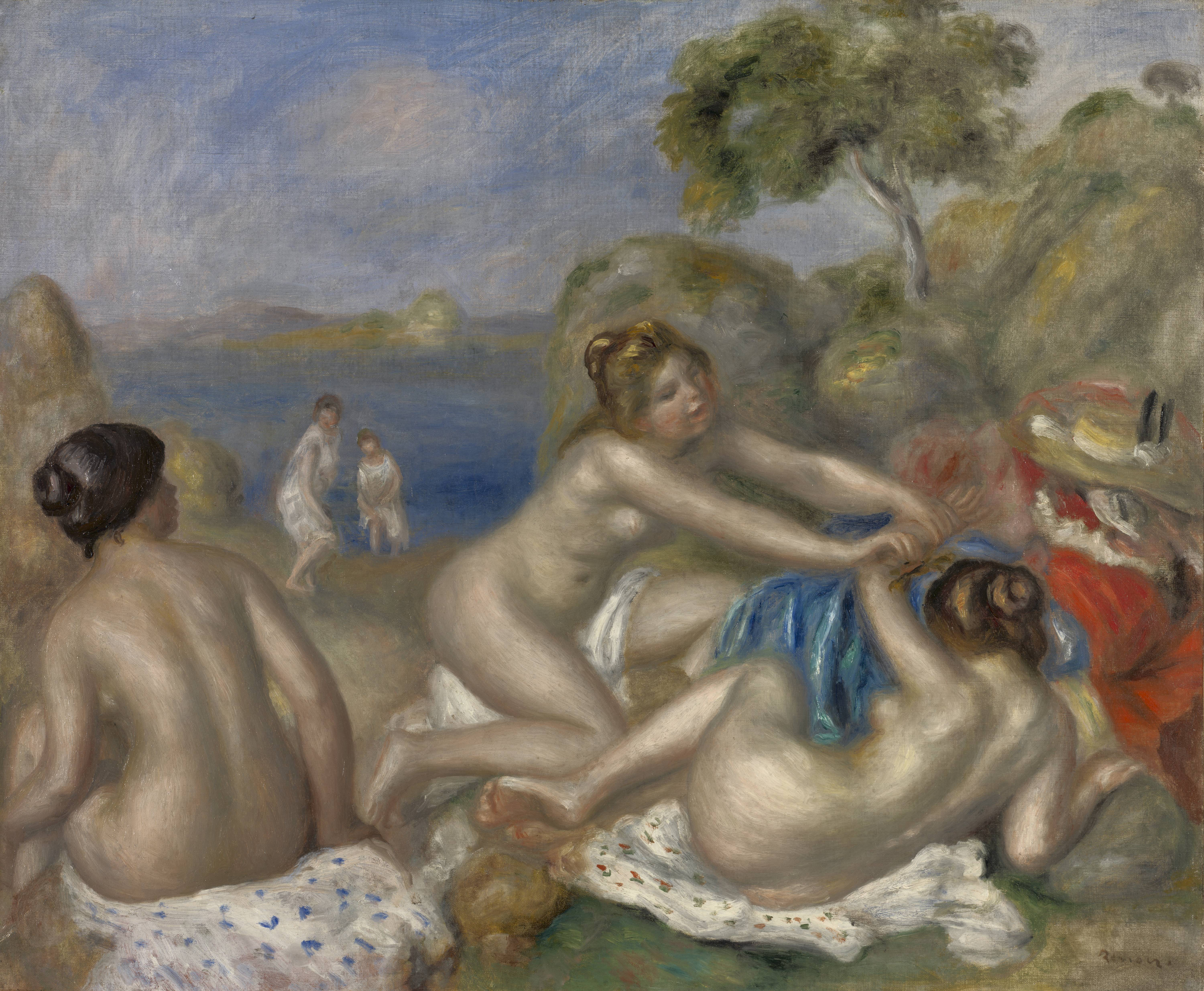
Pierre-Auguste Renoir, Trois baigneuses au crabe (vers 1897)
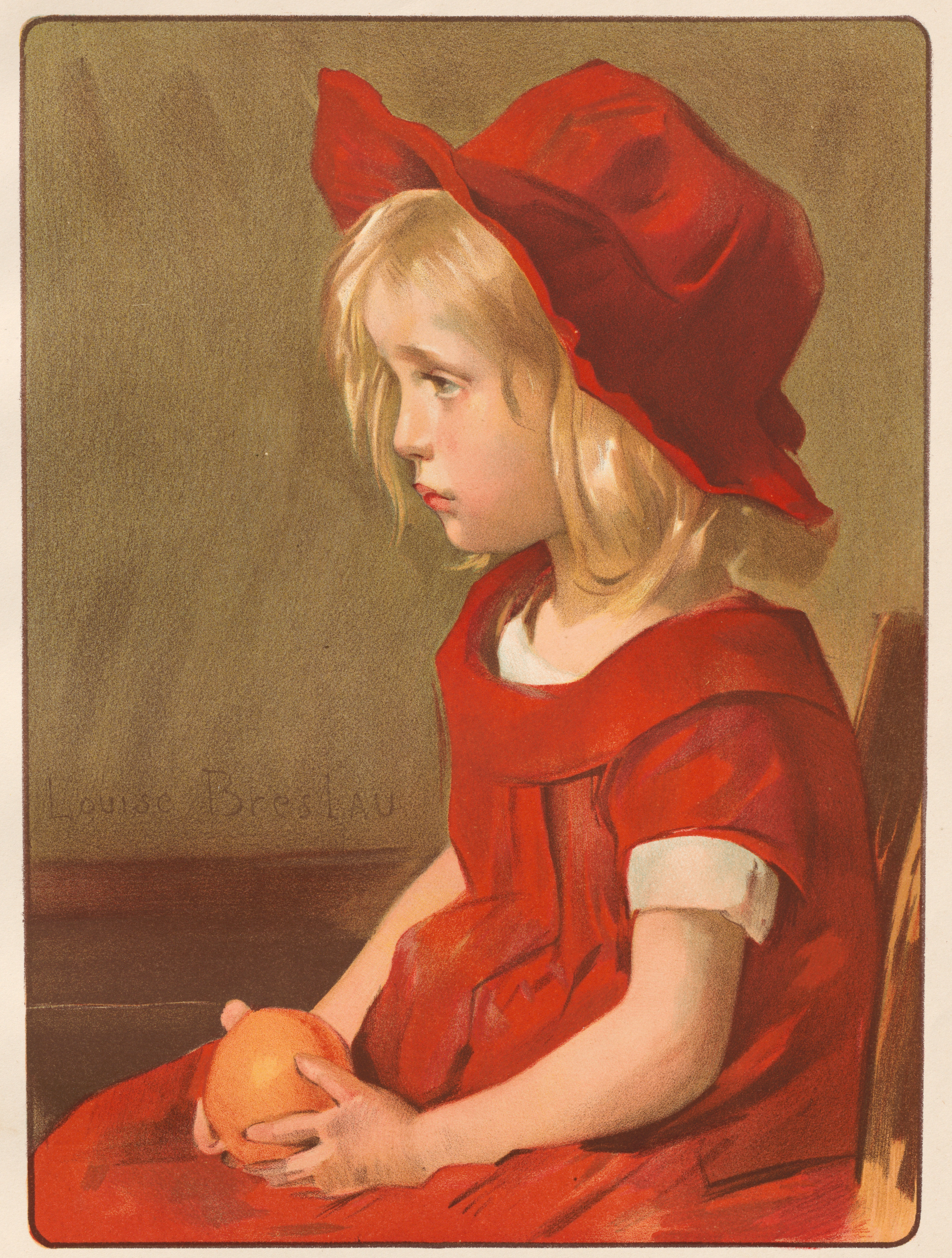
Louise Catherine Breslau, La Fillette à l'orange (1999)
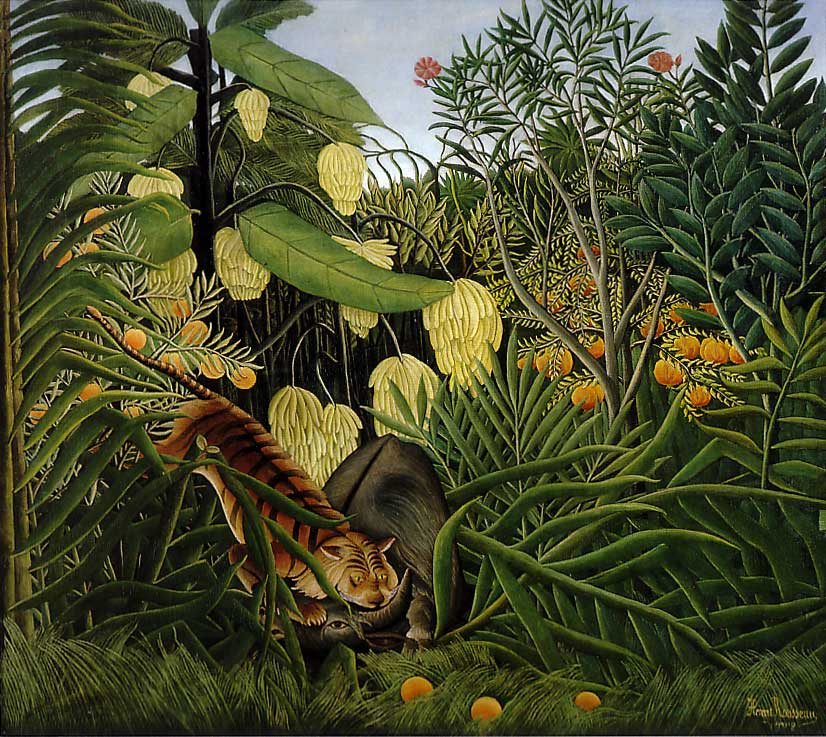
Henri Rousseau, Combat de tigre et de buffle (1908)
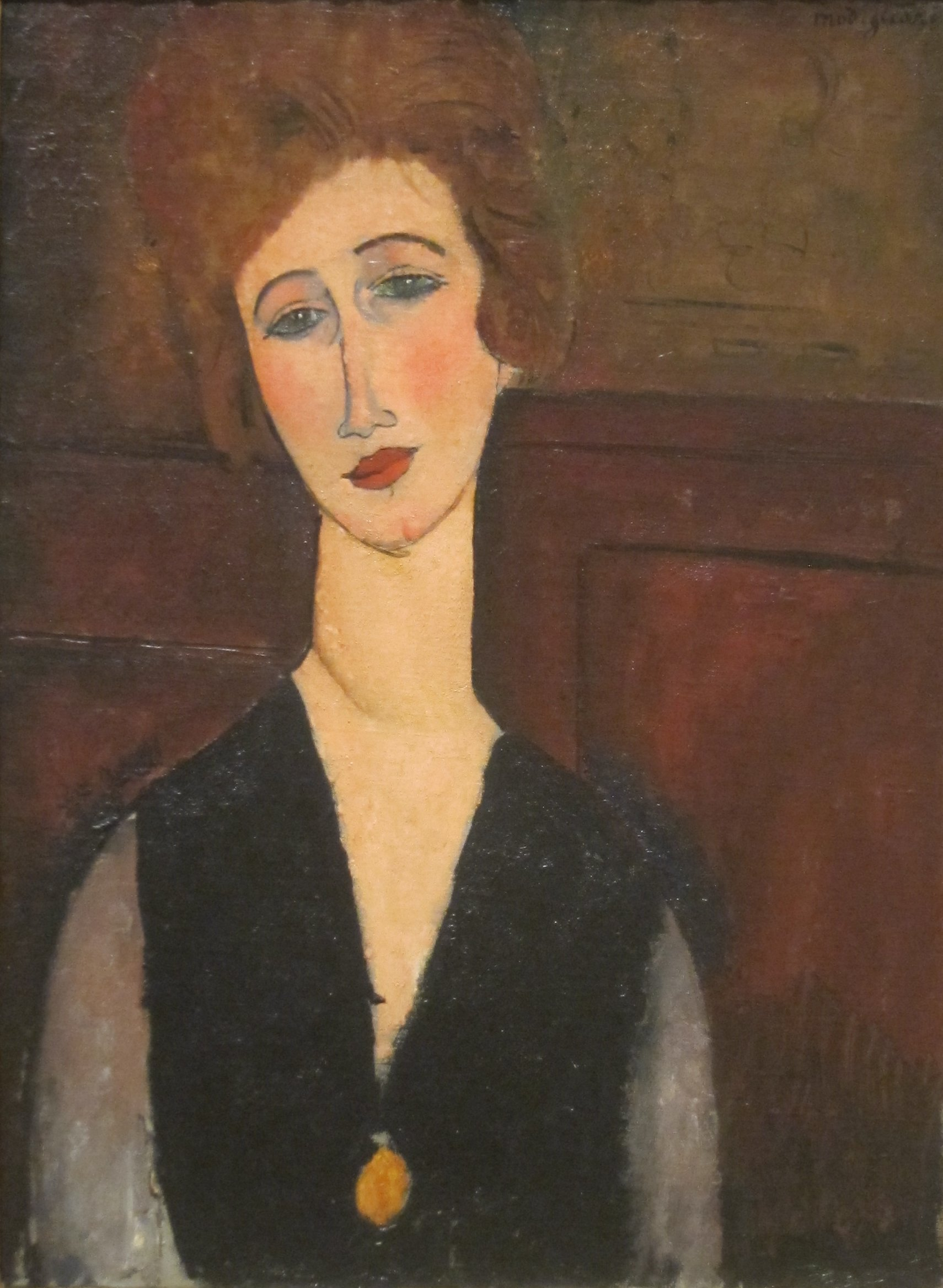
Amedeo Modigliani, Portrait d'une femme (1917-1918)
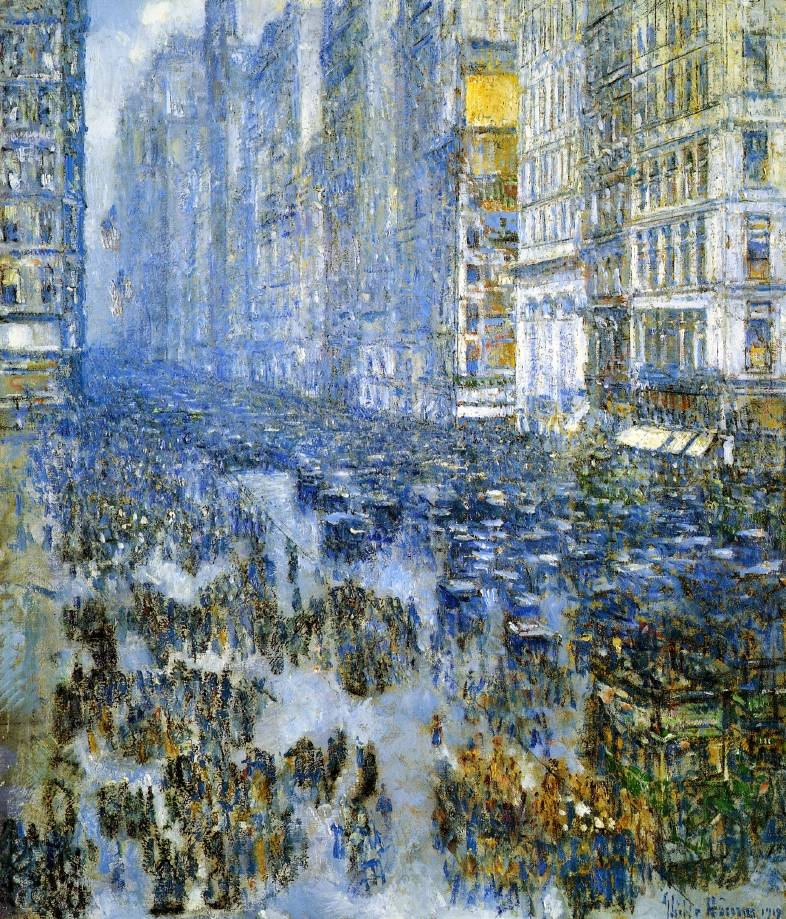
Childe Hassam, Fifth Avenue in Winter (1919)